# Hyundai Casper
Hyundai Casper ― міський кросовер, що виробляється південнокорейським автовиробником Hyundai. 
Це найменший кросовер-позашляховик, який коли-небудь пропонувався брендом, а також найменший автомобіль будь-якого типу, який зараз продається Hyundai.
Casper був розроблений відповідно до категорії «легкий автомобіль» (кор. 경차, латиницею Gyeongcha) в Південній Кореї, яка пропонує податкові пільги для транспортних засобів із зовнішніми розмірами менше 3 600 мм в довжину і 1 600 мм в ширину, і є першим автомобілем Hyundai, який зайняв цей сегмент після Atos.
Електрична версія Casper була представлена в червні 2024 року як Hyundai Casper Electric, або Hyundai Inster в Європі.

## Огляд

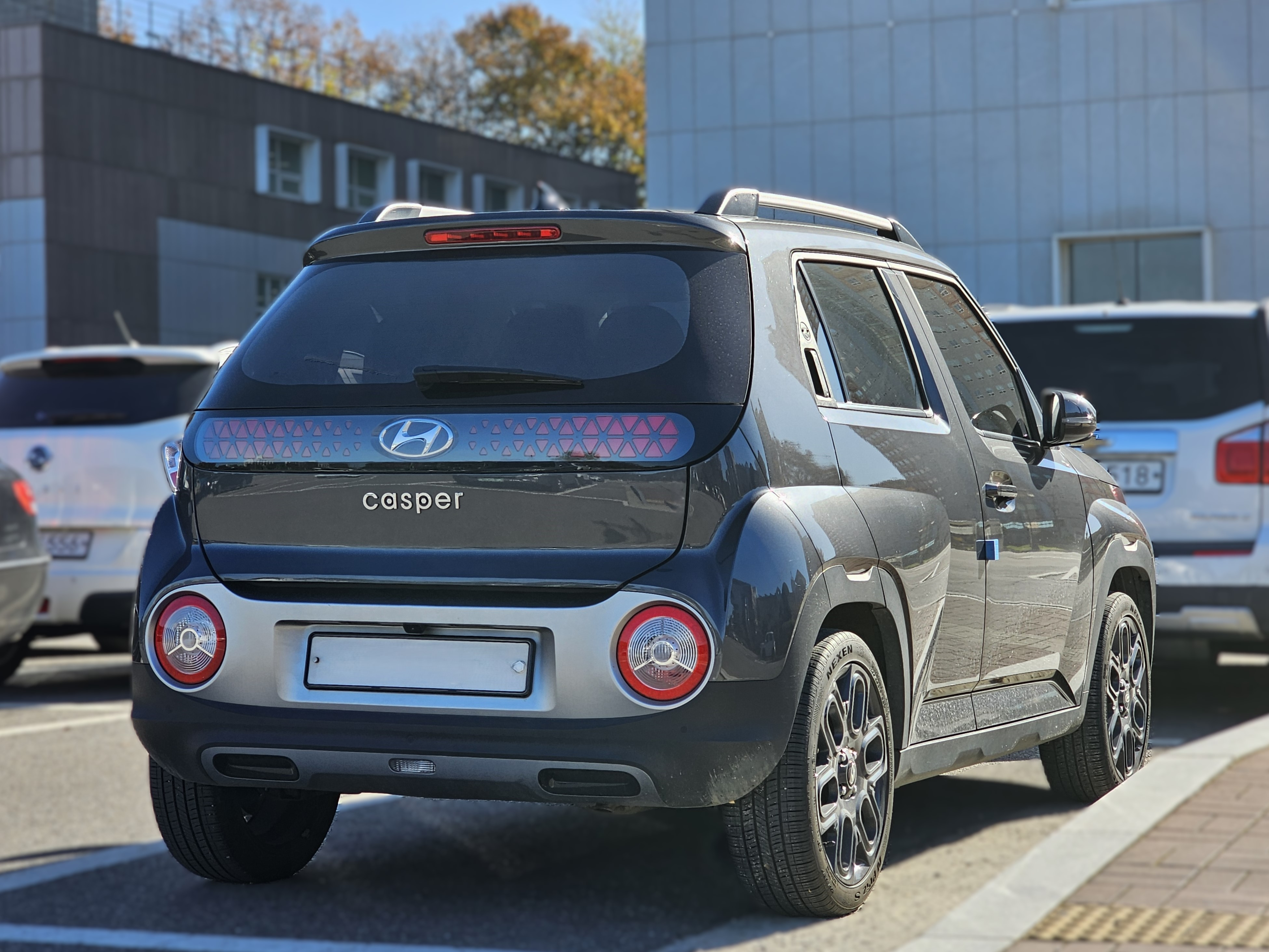

Casper був представлений через серію зображень 1 вересня 2021 року. Попередні замовлення розпочалися 15 вересня 2021 року, а випуск автомобіля відбувся 29 вересня. За словами Hyundai, назва «Casper» походить від техніки скейтбордингу Casper. Також підтверджено, що Casper отримає передові системи допомоги водієві в трьох комплектаціях - Smart, Modern і Inspiration.
На передній частині розташовані ліхтарі покажчиків повороту вгорі та круглі світлодіодні денні ходові вогні внизу. Ручка задніх дверей має прихований тип біля віконного скла, а для дизайну заднього ліхтаря використано параметричний візерунок передньої решітки радіатора. Для передньої/задньої частини використані кругові покажчики повороту. Заднє сидіння виконано у вигляді двох з'єднаних між собою одномісних сидінь.
На Casper використовується стоянкове гальмо педального типу. Доступні такі технології безпеки, як система запобігання зіткненням попереду, система запобігання з'їзду зі смуги руху та система утримання в смузі руху. Бензиновий двигун Smartstream G1.0 базується на існуючому двигуні з природним всмоктуванням потужністю 56 кВт (75 к.с.).

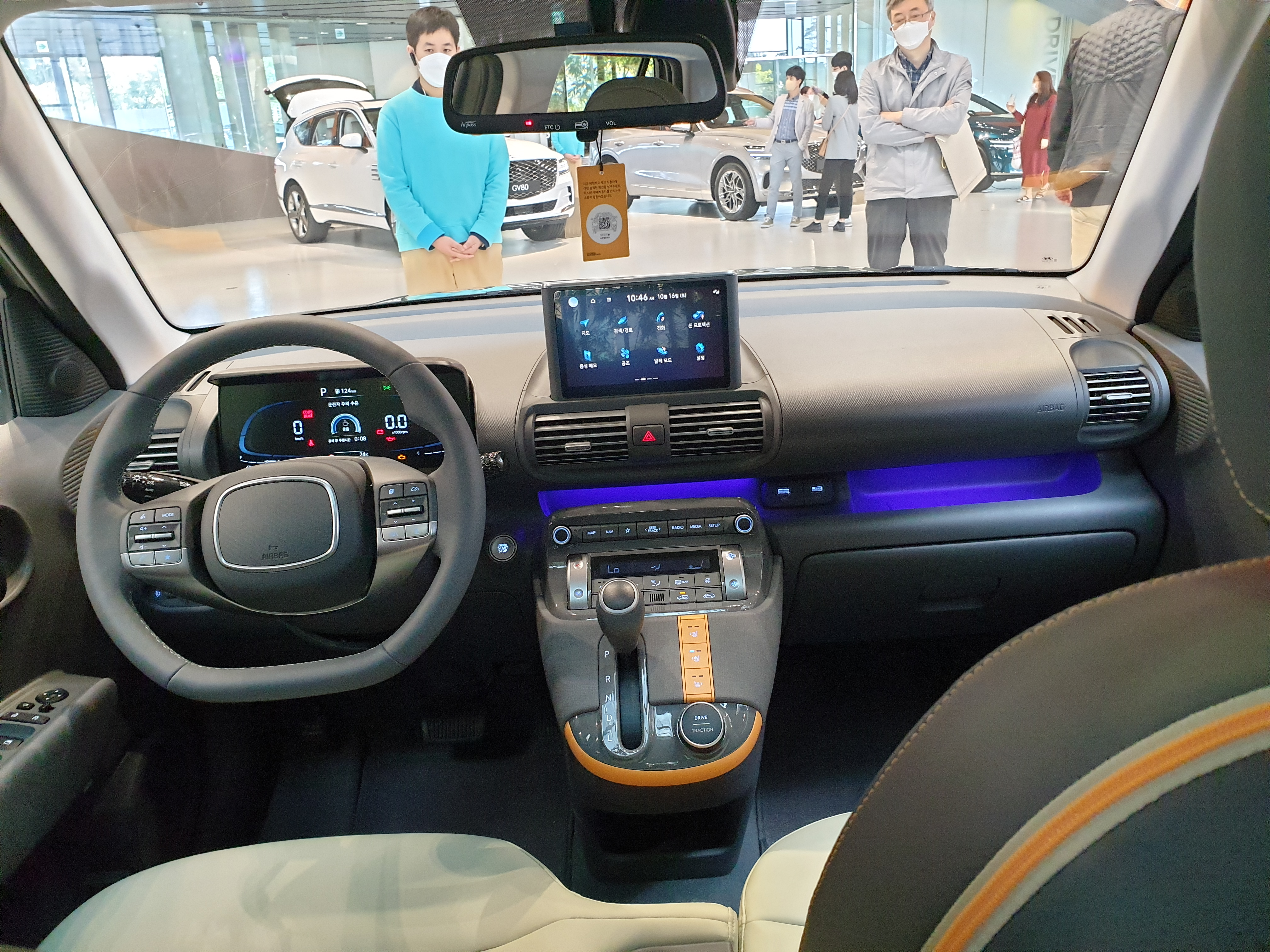

Casper Van був офіційно випущений 3 лютого 2022 р. Він забезпечив вантажопідйомність 940 літрів за рахунок звільнення простору в другому ряду. Для мінімізації деформації кузова в разі зіткнення було застосовано метод гарячого штампування, який дозволяє зменшити вагу кузова. Жорсткість на кручення і середня міцність на розрив були збільшені за рахунок високоміцного полегшеного кузова. Фейсліфтинг був представлений 16 серпня 2024 року.

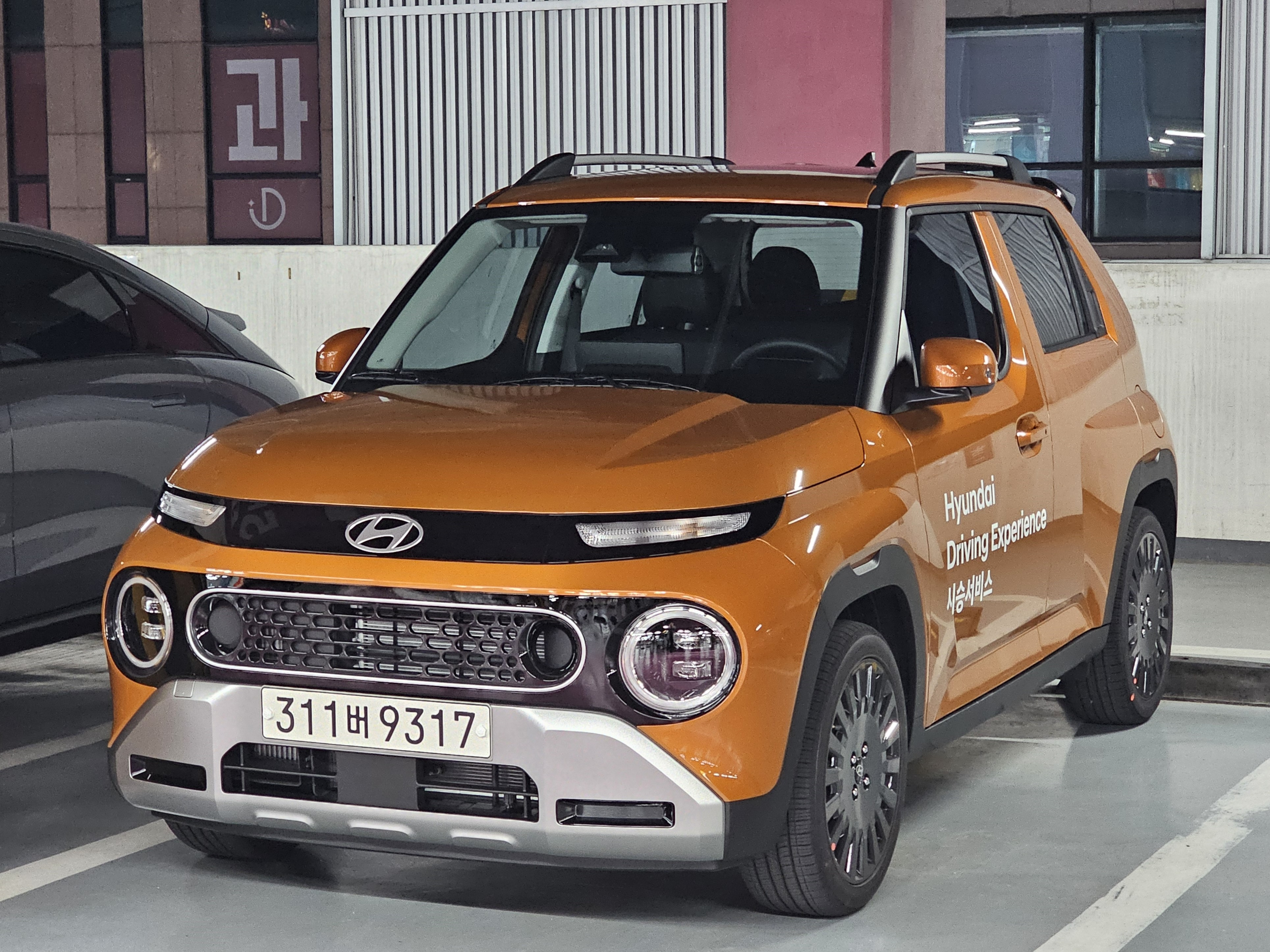
Рестайлінг
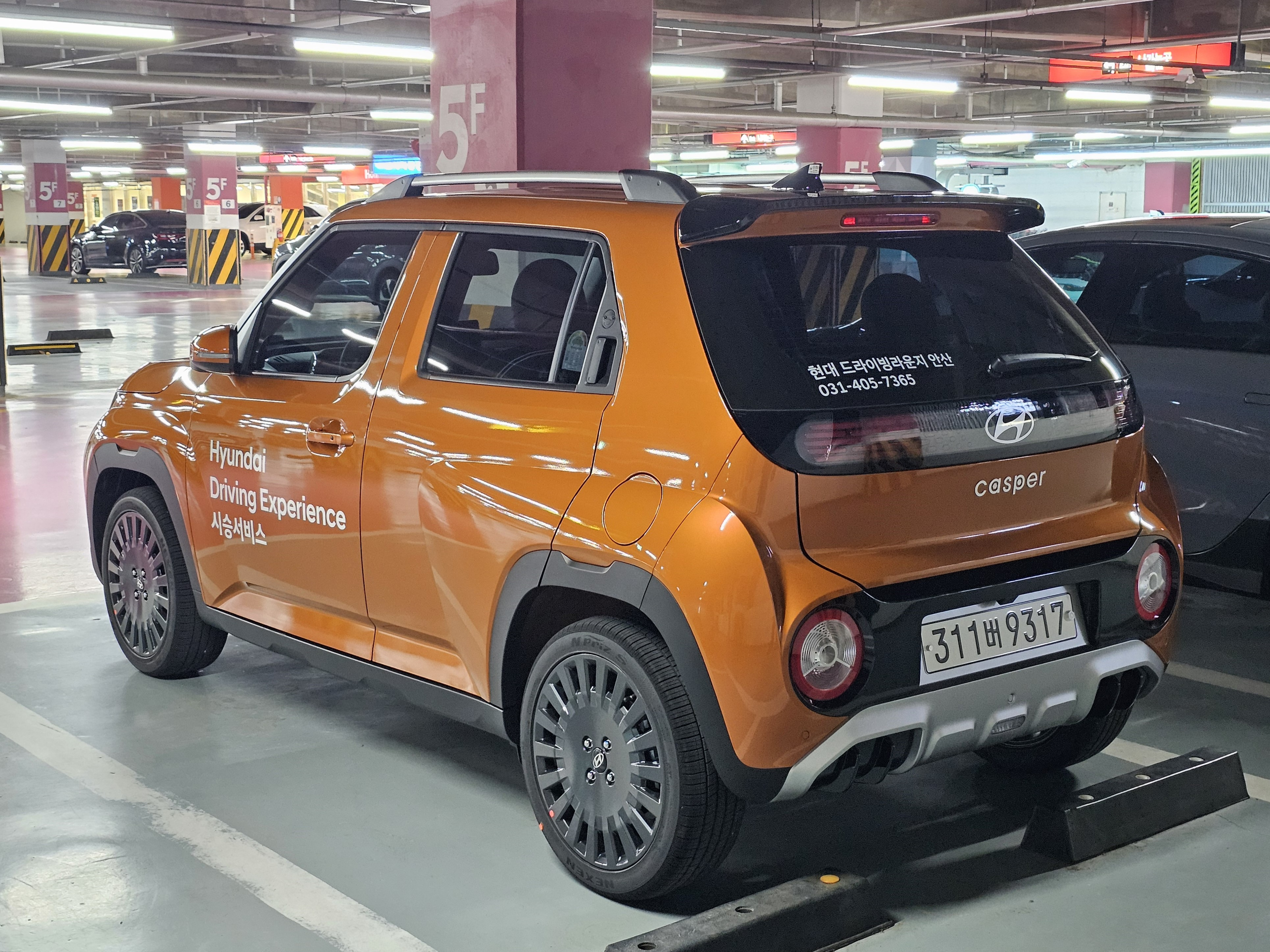

### Двигуни
- 1,0 л Smartstream G1.0 MPi
- 1,0 л Kappa T-GDi I3

## Casper Electric/Inster

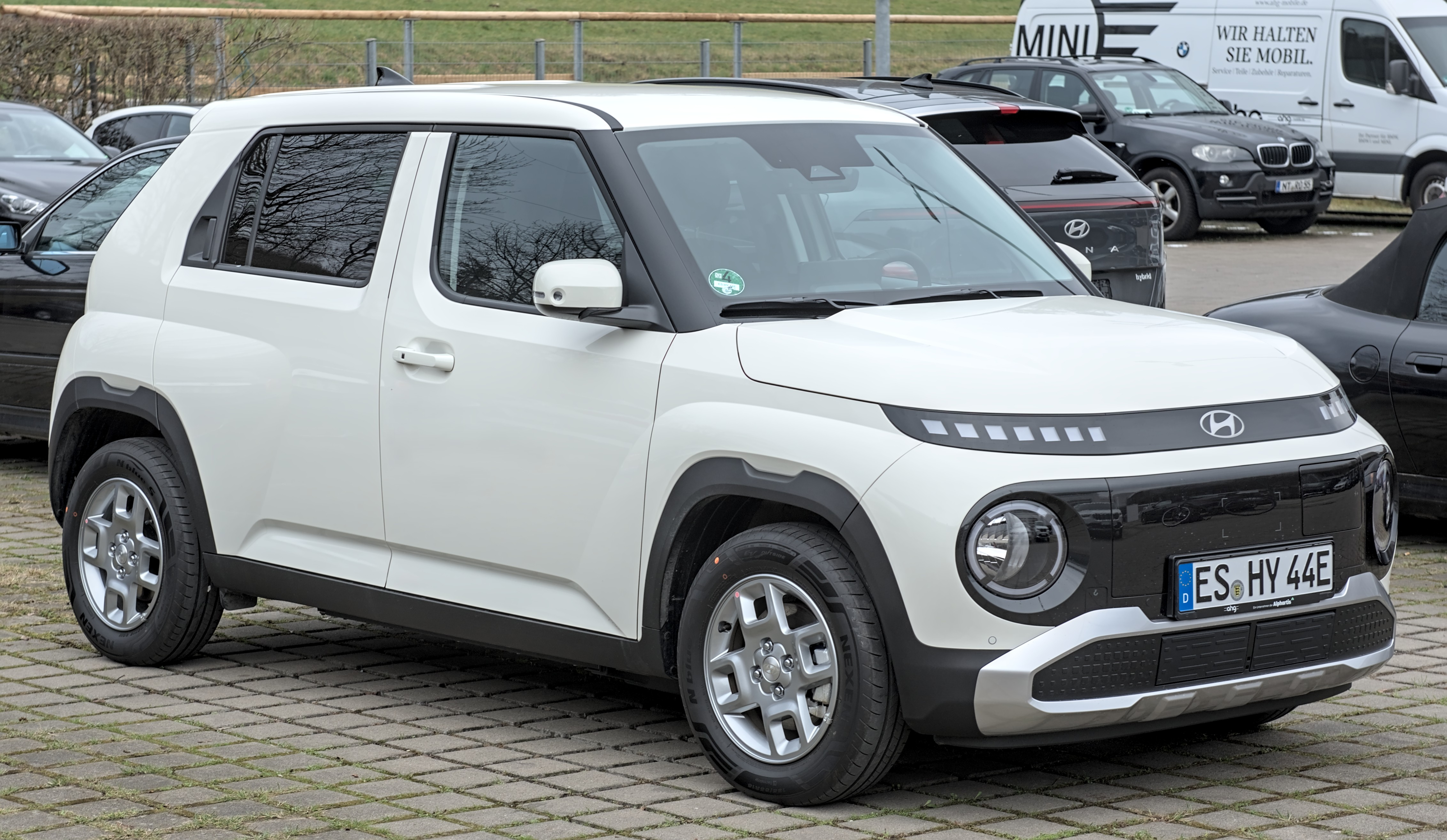
Hyundai Inster

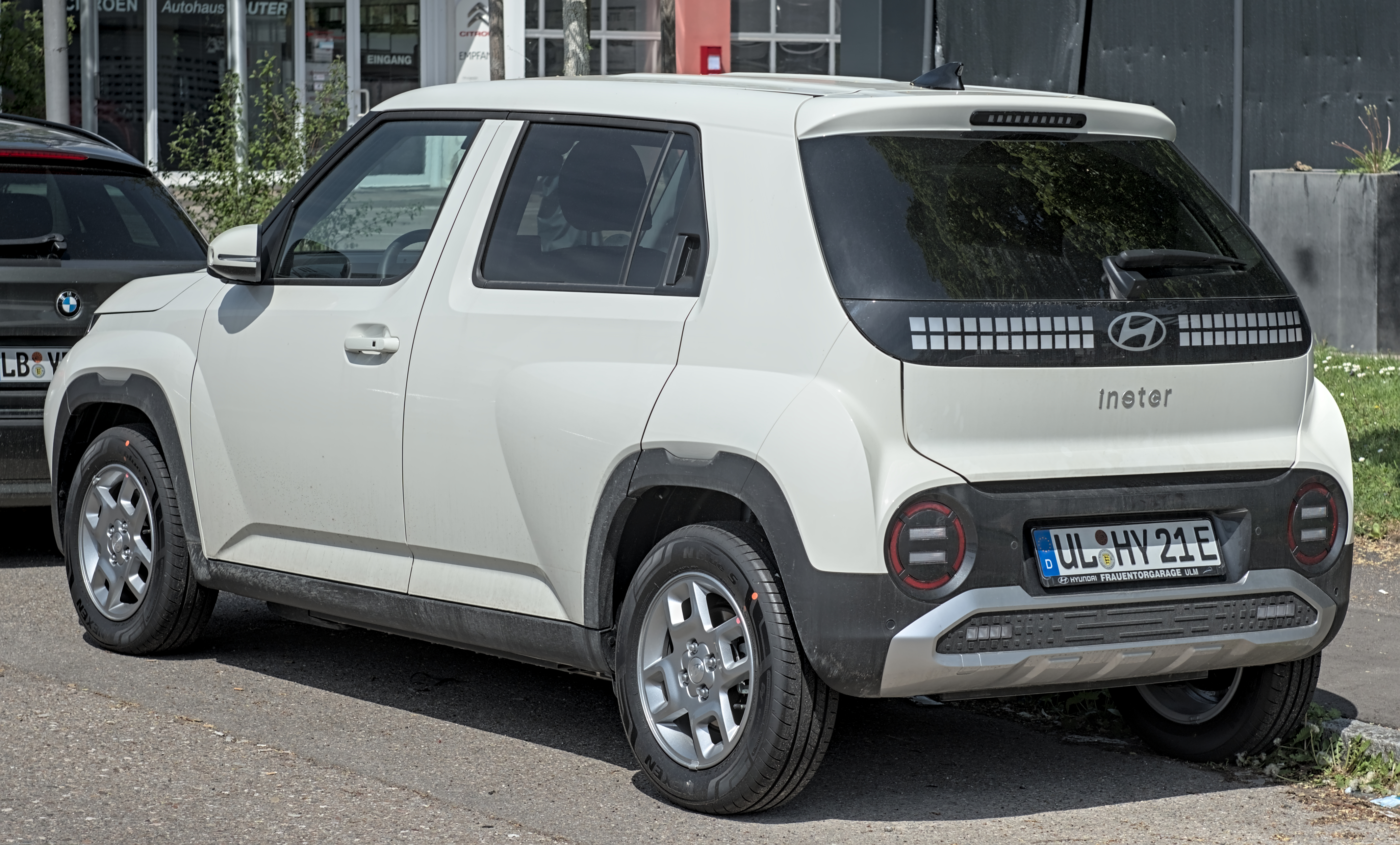

27 червня 2024 року на міжнародній виставці мобільності в Пусані Hyundai представила електричну похідну Casper. У Південній Кореї він продається як Hyundai Casper Electric, а в Європі та Японії - як Hyundai Inster. За словами Hyundai, Inster - це портманто «інтимного» та «інноваційного».
В Європі Inster буде позиціонуватися між сегментами A-SUV та B-SUV. 
З початку 2025 року Hyundai планує продавати електромобіль в Японії та Австралії.
У порівнянні з бензиновим Casper, Hyundai збільшила довжину і колісну базу Casper Electric/Inster на 230 і 180 ммвідповідно. Ширина також зросла на 15 мм.
| Акумулятор                        | Роки випуску | Потужність          | Крутний момент | 0–100 км/год (0–62 милі/год) (офіційно) | Максимальна швидкість    | Діапазон (заявлений)                                        |
| --------------------------------- | ------------ | ------------------- | -------------- | --------------------------------------- | ------------------------ | ----------------------------------------------------------- |
| 42 кВт·год (стандартний діапазон) | 2024–дотепер | 71,1 кВт (75 к.с.)  | 147 Нм         | 11,7 с                                  | 140 км/год (87 миль/год) | 300 км (186 миль) (WLTP)                                    |
| 49 кВт·год (далекий діапазон)     | 2024–дотепер | 84,5 кВт (113 к.с.) | 147 Нм         | 10,6 с                                  | 150 км/год (93 милі/год) | 355 км (221 миля) (WLTP) 315 км (196 миль) (Південна Корея) |